# Jan Gross (fraszkopisarz)
Jan Gross (ur. 21 stycznia 1934 w Opatówku, zm. 10 listopada 2010 w Gorzowie Wielkopolskim) – autor, fraszkopisarz, satyryk, zasłużony działacz kultury, członek Stowarzyszenia Autorów ZAiKS i wielu innych.

## Edukacja i twórczość
Gross ukończył technikum budowlane w Łodzi (specjalność wodociągi i instalacje) i w Warszawie (specjalność instalacje i urządzenia sanitarne). Pracował później w przedsiębiorstwach budowlanych.
Zaczął pisać w latach 1956–1957 podczas służby wojskowej na wieży lotniska wojskowego w Sochaczewie. Jego pierwsze fraszki ukazały się drukiem w tygodniku "Kaktus" w 1958 roku.
W Gorzowie Wielkopolskim zamieszkał w 1970 roku.
Pisał fraszki, wiersze, aforyzmy, limeryki oraz inne utwory zaliczane do małych form literackich. Uprawiał również twórczość dla dzieci. Jego utwory były publikowane m.in. w następujących czasopismach: Karuzela, Szpilki, Przekrój, Tygodnik Kulturalny, Nadodrze, Gazeta Lubuska, Stilon Gorzowski, Ziemia Gorzowska i Pegaz Lubuski.
Utwory Grossa były również wielokrotnie emitowane na antenie Polskiego Radia w programie ogólnopolskim oraz w rozgłośniach regionalnych, a także zamieszczane w podręcznikach szkolnych i w wielu antologiach m.in. Aforyzmy o aforyzmach (Opole 1991), O miłości wszelakiej (Wrocław 1995), Wielka encyklopedia Aforyzmów tom I (Wrocław 1995), Z kobietą nie ma żartów (Warszawa 2000), Aforyzmy polskie (Kęty 2001), Księga aforystyki polskiej XXI wieku – Potęga myśli (Katowice 2002), Fraszki polskie (Kęty 2002), Leksykon literatury gorzowskiej (Gorzów 2003), Wielka księga myśli polskiej (Warszawa 2005), Z fraszką przez stulecia (Kęty 2005).
Był laureatem wielu ogólnopolskich konkursów na małe formy literackie.
W jego twórczym dorobku jest 19 tomików z fraszkami i aforyzmami dla dorosłych oraz dla dzieci:
- 1979, Z przymrużeniem oka, Gorzów Wielkopolski
- 1979, Szczypta swawoli, Warszawa
- 1982, Małe zoo na wesoło, Szczecin
- 1987, Rodacy przy pracy, Warszawa
- 1987 (i 1989), Od biedronki do żyrafy, Bydgoszcz
- 1990, Sprytny szarak, Łódź
- 1992, Z fraszką przez życie, Łódź
- 1994, Ero-tyki, Gorzów Wielkopolski
- 1997, Uwypuklenia (aforyzmy), Gorzów Wielkopolski
- 1998, Figle Amora, Szczecin
- 1998, W moim peryskopie, Szczecin
- 1998 (i 2006), Uczniowskie zbytki, Szczecin
- 1998, Szkolna fraszko-teka, Szczecin
- 1999, Z fraszką na ryby, Szczecin
- 1999, Zwierzątkowo na rymowo, Gorzów Wielkopolski
- 2000, Bez pardonu i bon tonu (wybór fraszek i aforyzmów), Zielona Góra
- 2001, Sportowe szusy, Szczecin
- 2005, W kilku wersach o nonsensach, Kraków 2005
- 2006, Łeb w łeb: Turniej satyryków[4], Gorzów Wielkopolski

Napisał o sobie:

Piszę wszędzie, nawet w tramwaju. Najczęściej na ulicy i w nocy. Na serwetce, na skrawku papieru, w notesie, na bilecie. Skąd mi się to bierze? Bywa, że zatrzymują się przy Empiku, z kieszeni wyciągam długopis i kartkę i za chwile mam gotowa fraszkę. Albo wchodzę od sklepu i, mój Boże, na półce z nabiałem leżą fraszki. To je biorę jak inni margarynę.

## Nagrody i osiągnięcia
Gross był laureatem wielu ogólnopolskich konkursów na małe formy literackie. Został odznaczony przez Ministerstwo Kultury jako "Zasłużony Działacz Kultury".
W 2009 roku obchodził jubileusz 50-lecia pracy literackiej, w związku z tym Wojewódzka i Miejska Biblioteka Publiczna im. Zbigniewa Herberta w Gorzowie Wielkopolskim postanowiła wydać antologię jego twórczości zatytułowaną Od przedszkola do ramola. Książka zawiera około 1500 utworów (400 stron): od delikatnych wierszy dla dzieci przez aforyzmy wprowadzające w chwile zadumy, refleksji, po utwory erotyczne. Antologia została wydana w 2010 roku na miesiąc przed śmiercią autora.
Gross był członkiem Związku Literatów Polskich, Związku Autorów i Kompozytorów ZAKR oraz Stowarzyszenia Autorów ZAIKS.

## Przykłady twórczości

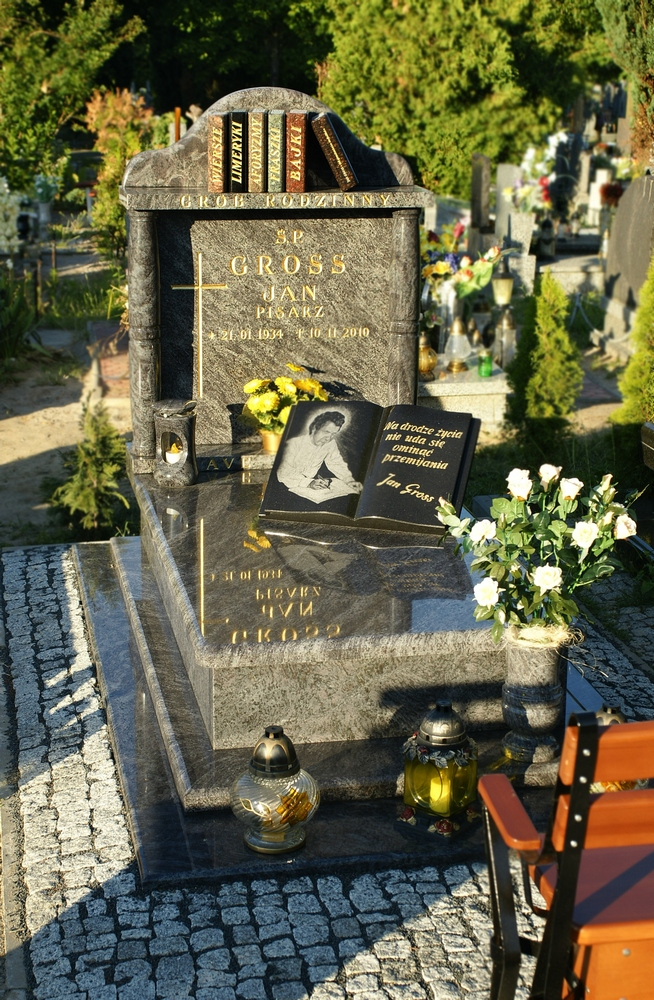
Na nagrobku Jana Grossa znajduje się aforyzm jego autorstwa: Na drodze życia nie uda się ominąć przemijania

### Debiut
Gross zadebiutował fraszkami w tygodniku „Kaktus” w 1958 roku Jedną z jego pierwszych fraszek był Kapelusz:

Masz go powyżej uszu,

A jednak chodzisz w kapeluszu.

### Wybrane fraszki
Jest zdecydowana 

Oraz znana z tego, 

Że zdejmuje wszystko, 

Aby dopiąć swego.

Do śmiałych czynów zawsze gotowy,

Bo wie, że włos nie spadnie mu z głowy.

Kiedyś czuł do niej miętę,

Dziś stuka się w czółko,

Biedaczek nie przewidział,

Jakie bierze ziółko.

Gdy dają wam fotel,

Nie bądźcie zbyt radzi,

Zanim usiądziecie,

Mogą was usadzić.

### Aforyzmy
Na drodze życiowej hamulce moralne często odmawiają posłuszeństwa.

Kobieta pracowita jak pszczoła nie zawsze jest słodka jak miód.

Głupcowi też wyrastają zęby mądrości.

Kto często podskakuje, rzadko się wybija.

Droga do prawdy jest długa, choć kłamstwo ma krótkie nogi.

Nie myśli się o kolcach na drodze usłanej różami.

Na wysokim stołku najtrudniej zachować poczucie równowagi.

### Dla dzieci
Patrząc na biedronkę

Wielką pewność mamy,

Że jest kropka w kropkę

Podobna do mamy.

Rzecz dla wiewiórki 

Nie do pomyślenia

Mieć twardy orzech

W życiu do zgryzienia.

Udało mu się razy kilka

Zrobić na szaro nawet wilka.

W życiu czapli

Tak już bywa -

Jeszcze młoda, 

A już siwa.

### Limeryki
Pewien facet w Międzychodzie

Casanovą jest w tym grodzie.

Garnie się doń żeński ród,

Bo on lubi Między-chód,

Chociaż zerka już na Chodzież.

Pewna panienka z Lichenia 

Miała na imię Henia.

Niejeden odwiedzał Licheń,

Bo wdzięki miała nieliche,

Aż w końcu wyszła za Henia.

Raz pewien facet uparty

Żartował wciąż z pani Marty,

Więc strzeliła go w pysk,

Aż wyleciał mu dysk

I dziś ma chandrę przez żarty.

Pewien wieśniak spod Irkucka

Od lat wielu siedzi w kuckach.

Rzecz stała się taka,

Gdy tańczył kozaka,

Stąd ta pozycja nieludzka.

Raz pewien pan z San Francisco

Zajął wysokie stanowisko.

A kiedy biedak w dół spadał,

Wszystkim opowiadał,

Jak na górze jest ślisko.

### Wiersze
W głowę wbijano mu przez lat szereg,

że najważniejszy w życiu papierek.

Gładko ukończył szkołę  podstawową

taki był zdolny (daję wam słowo).

Matura też ma swoje znaczenie,

więc egzaminy zdał z odznaczeniem.

A po maturze (to naturalne)

poszedł na studia pomaturalne.

To jednak były tylko preludia,

gdyż wylądował na wyższych studiach.

Z łatwością zdobył stopień magistra,

bo główka była jeszcze dość bystra.

Kiedy na swoje dyplomy zerkał

zaraz o nowych marzył papierkach.

Wkrótce też zdobył świadectwo nowe,

ukończył studia podyplomowe.

Potem studiował języki obce

(myślał już o tym kiedy był chłopcem),

Wciąż się nauką tylko zajmował

tak, iż od wiedzy puchła mu głowa.

Lecz  nie ziściły się dalsze plany

przewód doktorski został przerwany.

I choć papierków miał do cholery

dali mu jeszcze wariackie papiery.